# Paul Quaye
Paul Quaye (16 de setembre de 1995) és un futbolista ghanès que juga pel RCD Espanyol B en la posició de centrecampista defensiu. Quaye s'uní al RCD Espanyol B en el 2011. L'11 de març del 2012, va fer el seu debut amb el primer equip - i debut en la primera divisió espanyola de futbol -, jugant 3 minuts en una victòria de 5 a 1 en casa contra el Rayo Vallecano.